# Bill Lansdowne
Bill Lansdowne, diminutivo di William Thomas Michael Lansdowne (Shoreditch, 9 novembre 1935) è un ex calciatore inglese, di ruolo centrocampista.

## Biografia
Suo figlio Billy è stato a sua volta un calciatore professionista (ha iniziato a sua volta la carriera nel West Ham Utd, proprio come Bill).

## Carriera
Dopo aver giocato a livello giovanile nel Loughton Town e con i semiprofessionisti del Woodford Town, nel 1956 si trasferisce al West Ham, club della seconda divisione inglese, con il quale all'età di 21 anni esordisce tra i professionisti; nella stagione successiva gli Hammers vincono il campionato, venendo così promossi in prima divisione, categoria nella quale Lansdowne dopo complessive 45 presenze e 3 reti in seconda divisione mette a segno un gol in 6 presenze nella stagione 1958-1959. Gioca poi un'ulteriore partita nella stagione 1959-1960, mentre nella stagione 1960-1961 non scende mai in campo in incontri di campionato. Successivamente gioca poi altre 4 partite nella stagione 1961-1962 ed una partita nella stagione 1962-1963, terminata la quale si ritira, all'età di 28 anni, dopo complessive 5 reti in 57 partite nei campionati della Football League (12 delle quali, con 2 reti, in prima divisione). Considerando anche le varie coppe nazionali, ha collezionato in tutto 67 presenze e 5 reti in partite ufficiali con gli Hammers.
Dopo il ritiro per un periodo ha lavorato come collaboratore tecnico sempre nel West Ham.

## Palmarès

### Giocatore

#### Competizioni nazionali
- Campionato inglese di seconda divisione: 1

West Ham: 1957-1958